# HITOMI (女優・モデル)
HITOMI（ひとみ、1979年5月4日 - ）は、日本の女優、モデル。本名、中村 仁美。東京都渋谷区出身。

## 略歴・人物
- 渋谷区立本町東小学校、渋谷区立本町中学校、東京都立広尾高等学校、ハンバーカレッジ（トロント、カナダ）卒業。ヨーク大学（トロント、カナダ）休学中。
- 14歳の時に雑誌『プチセブン』（小学館）でデビュー。
- 20歳より単身カナダのバンクーバーへ。その後トロントで9年間を過ごす。
- ハンバーカレッジを卒業しヨーク大学社会学部へ編入。
- 学費を稼ぐためにトロントでモデルを再開、広告の仕事を主にし、雑誌の表紙を飾る。
- 帰国してからはアーランジュでビューティーアドバイザーとして雑誌の連載などの活動をしダンスDVDをリリース。
- 2011年、ドラマ『カルテット』で女優デビュー。
- 趣味はヨガ、芸術鑑賞、旅行。
- 特技はダンス、語学（英語、旅行に行って困らない程度の韓国語、中国語、スペイン語を話す）
- 夢は世界中を旅して人・食・文化・芸術に出来るだけ多く出逢い、それを伝える仕事をすること。
- レモンデトックスというレモネード断食を年に3回から4回している（1度の断食期間は10日間から14日間）。

## 出演

### テレビドラマ
- カルテット（2011年、毎日放送）

### CM
- ヨーグルト100（1993年）
- ツーカーセルラーフォン（1994年）
- ニベア（2007年、カナダ）
- 24Hコスメ 翼バージョン（2012年）

### PV
- 斎藤工「燦々」（2011年）

### 舞台
- ミスターXからの招待状（2011年10月・エコー劇場　演出：穴吹一朗）
- 女の平和（2011年12月・俳優座劇場　演出：江本純子）
- ミュージカル誠〜とびだせ新選組〜（2012年3月・劇団夜想会・俳優座劇場　作：桑原譲太郎　演出 監督：野伏翔） - 丸山女史 役
- ラ・カヌビエール　〜奇跡のディナー〜（2012年8月29日〜9月2日・シアターサンモール演出：穴吹一朗） - 篠原社長 役
- ミュージカル誠〜とびだせ新選組〜（2012年10月23日〜28日・紀伊国屋サザンシアター・作：桑原譲太郎　演出 監督：野伏翔） - 須藤マキ 役

### 映画
- AMAYA〜Night Rain〜（2013年） - Ran 役
- Opposites Attract〜（2013年） - HITOMI 役

### モデル
- プチセブン
- SEDA
- an・an
- Oggi
- Body＋
- Elevate magazine（カナダ）
- ユニクロ
- suumo

### DVD
- アーランジュ『ベリーダンス・ダイエット入門編』
- シャンティ『ピュアロジスト』プロモーションDVD
- 『カリビアンダンス・エクササイズ』メインインストラクター

### その他
- Body+（2008年 - 2009年） - ビューティーアドバイザーとしてコラムを担当